# Lamothe-Montravel
Lamothe-Montravel är en kommun i departementet Dordogne i regionen Nouvelle-Aquitaine i sydvästra Frankrike. Kommunen ligger i kantonen Vélines som tillhör arrondissementet Bergerac. År 2022 hade Lamothe-Montravel 1 430 invånare.

## Befolkningsutveckling
Antalet invånare i kommunen Lamothe-Montravel
Referens:INSEE